# ماهریشی ویدیک سیتی (آیووا)
ماهریشی ویدیک سیتی (به انگلیسی: Maharishi Vedic City) شهری در ایالت آیووا کشور ایالات متحده آمریکا است که جمعیت آن در سرشماری سال ۲۰۱۰ میلادی، ۲۵۹ نفر بوده‌است.